# Gongora histrionica
Gongora histrionica är en orkidéart som beskrevs av Heinrich Gustav Reichenbach. Gongora histrionica ingår i släktet Gongora och familjen orkidéer. Inga underarter finns listade i Catalogue of Life.